# John Dixon (graveur)
Pour les articles homonymes, voir John Dixon et Dixon.
John Dixon est un graveur irlandais à la manière noire, né à Dublin vers 1740, et mort à Londres en 1811.

## Biographie
Il suit les cours de Robert West dans les écoles d'art de la Dublin Society. Il étudie la manière noire. Son père lui ayant laissé un petit pécule, il quitte l'Irlande en 1765 pour s'installer à Londres. L'année suivante il devient membre de la Society of Artists of Great Britain, pour laquelle il expose jusqu'en 1775. En 1769, il est nommé enseignant dans son académie. Il en prend la direction en 1770-1771, puis de nouveau de 1772 à 1775.
Il commence sa carrière comme graveur sur plaques d'argent.
Ses gravures les plus connues sont réalisées d'après des tableaux de Sir Joshua Reynolds.
Ses premières gravures sont publiées par William Wynne Ryland.
En politique, John Dixon est proche de John Wilkes, et plusieurs de ses portraits représentent des Wilkites.
Il épouse en 1775 Ann Kempe, riche veuve de Nicholas Kempe, l'un des propriétaires des Ranelagh Gardens. Il s'installe à Kensington et ne produit plus ensuite de gravures sauf pour son plaisir, se contentant de vivre de ses revenus.

## Quelques œuvres
John Dixon a réalisé les portraits de William Carmichael d'après John Ennis, et de Nicholas Taaffe, 6e vicomte Taaffe, d'après Robert Hunter, ont probablement été gravés avant qu'il quitte l'Irlande.
Peu de temps après son arrivée à Londres il a réalisé le portrait de David Garrick dans le rôle de "Richard III" de la tragédie de Shakespeare, d'après Nathaniel Dance-Holland.

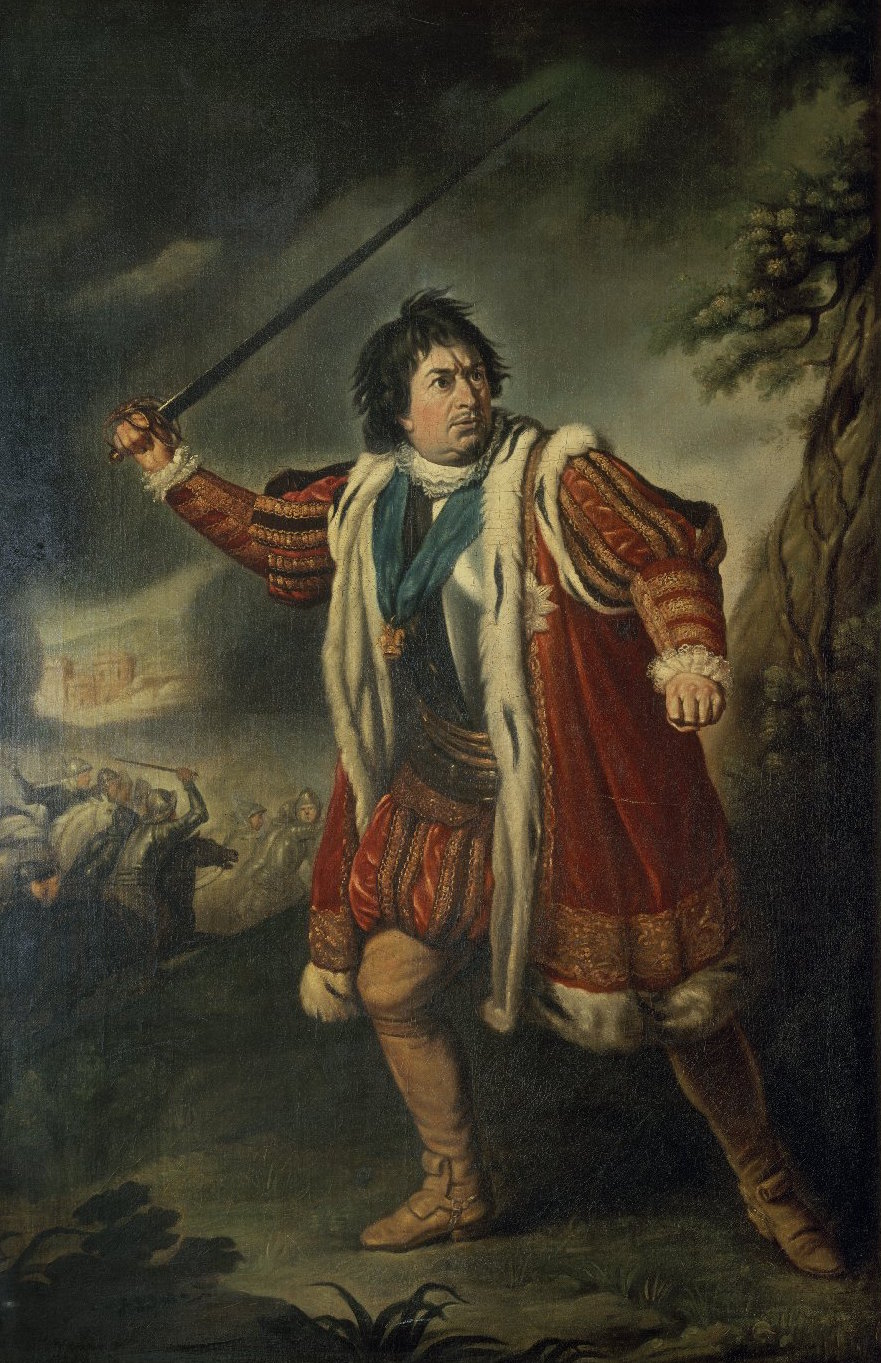
David Garrick dans Richard III Tableau de Nathaniel Dance-Holland
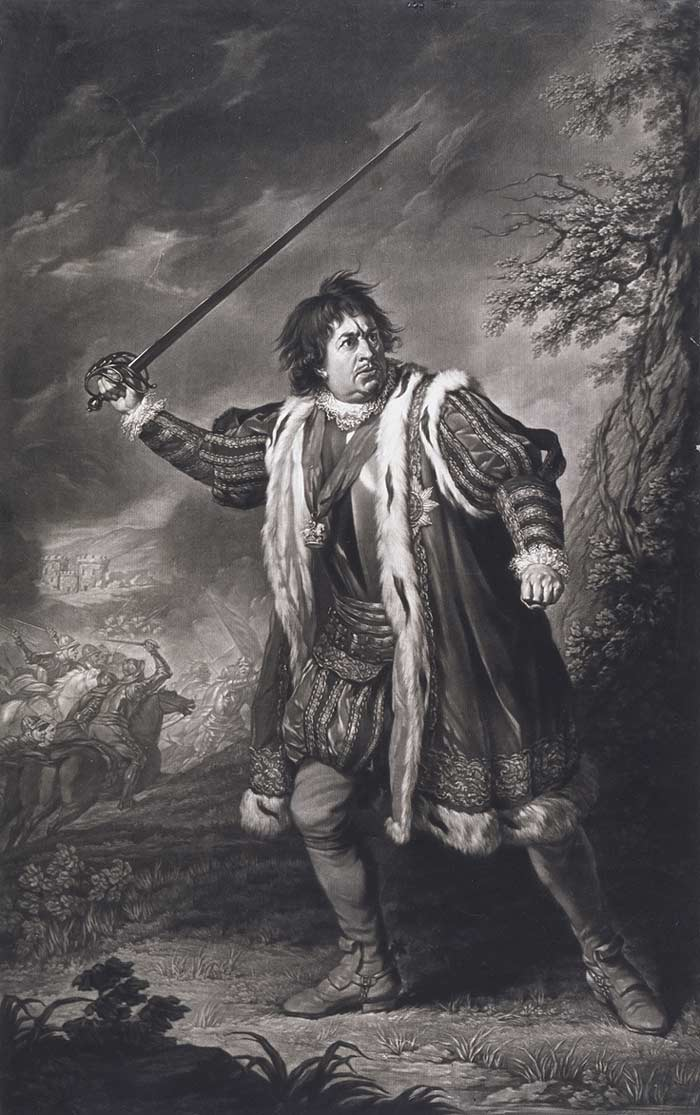
David Garrick dans Richard III Gravure de John Dixon d'après le tableau de Nathaniel Dance-Holland

Quarante gravures de John Dixon ont été décrites par John Chaloner Smith dans British Mezzotinto Portraits,. Ses gravures les plus appréciées sont des œuvres réalisées d'après des tableaux de Sir Joshua Reynolds, avec :
- Mary, duchesse de Ancaster, and Mrs. Blake en "Junon" ;
- William, duc de Leinster ;
- Henry, 10e comte de Pembroke,
- Elizabeth, comtesse de Pembroke, et son fils ;
- les Demoiselles Crewe ;
- Charles Townshend, chancelier de l'Échiquier ;
- William Robertson, D.D. ;
- Nelly O'Brien ;
- Miss Davidson.

En plus de ces portraits, John Dixon a gravé :
- un ensemble de représentations de David Garrick en "Abel Drugger" dans The Alchemist, avec William Burton et John Palmer comme "Subtle" et "Face", d'après Johan Joseph Zoffany ;
- David Garrick seul, d'après le même tableau ;
- David Garrick, d'après Thomas Hudson ;
- William, comte d'Ancrum, d'après Sawrey Gilpin et Richard Cosway ;
- Henry Scott, 3e Duc de Buccleuch, et Joshua Kirby, d'après Thomas Gainsborough ;
- Rev. James Hervey, d'après John Michael Williams ;
- Sir William Browne, M.D., d'après Thomas Hudson ;
- "Betty", d'après Pierre-Étienne Falconet ;
- William Beckford, d'après un de ses dessins.
- A Tigress (1773) de John Dixon.

ainsi que :
- "The Frame Maker", d'après Rembrandt[4];
- "The Flute Player", d'après Frans Hals ;
- "The Arrest" and "The Oracle", d'après ses propres dessins.

### Biographie
- Michael Huber, Manuel des curieux et des amateurs de l'art: contenant une notice abrégée des principaux graveurs, tome 9, École anglaise, p. 277, Chez Orell, Fussli & Compagnie, Zurich, 1808 (lire en ligne).
- (en) Timothy Clayton, Dixon, John (c. 1740-1811), engraver, dans Oxford Dictionary of National Biography, 2004  (Oxford Index : John Dixon).
- (en) Robert Edmund Graves , Dictionary of National Biography, 1885-1900, Volume 15 (lire en ligne).
- (en) Library of the Fine Arts; or repertory of painting, sculpture, architecture and engraving, Volume 4, p. 14, M. Arnold, Londres, 1832 (lire en ligne).